# Artur Miłański
Artur Tadeusz Miłański (ur. 15 stycznia 1972 w Wąpielsku) – duchowny starokatolicki, prezbiter Kościoła Starokatolickiego w Rzeczypospolitej Polskiej. 

## Życiorys
W 1991 roku ukończył Liceum Ekonomiczne w Rypinie. Zaraz po egzaminie dojrzałości wstąpił do WSD w Olsztynie, a później kontynuował formację kapłańską w seminarium w Elblągu, z którego odszedł w roku 1995 będąc na IV roku studiów. Jednocześnie kontynuował studia wyższe na Uniwersytecie Gdańskim, uzyskując w roku 1998 stopień magistra politologii. Następnie w roku 2013 uzyskał stopień magistra teologii na Uniwersytecie Kardynała Stefana Wyszyńskiego w Warszawie na podstawie pracy pt. „Przygotowanie kandydatów do diakonatu stałego na przykładzie Ośrodka Formacyjnego w Przysieku koło Torunia”. W 2012 roku przeszedł z Kościoła rzymskokatolickiego na niwę Kościołów starokatolickich.
Do Katolickiego Kościoła Narodowego został inkardynowany pod koniec września 2015 roku. W grudniu 2015 r. przyjął posługę akolitatu zaś 19 marca 2016 roku przyjął diakonat z rąk zwierzchnika Katolickiego Kościoła Narodowego w Polsce ks. bpa Adama Rośka. Pod koniec czerwca 2016 r. odszedł ze wspólnoty Katolickiego Kościoła Narodowego.
W listopadzie 2016 roku przyjął święcenia kapłańskie z rąk Stanisława Sawickiego, niezależnego biskupa Bractwa Kapłańskiego św. Cyryla i Metodego. W wyniku odejścia z Bractwa Kapłańskiego został suspendowany, a jego święcenia zostały przez bpa Sawickiego uznane za nieważne.
13 kwietnia 2017 roku przyjął święcenia kapłańskie sub conditione z rąk bpa Wojciecha Zdzisława Kolma, stając się prezbiterem Kościoła Starokatolickiego w Rzeczypospolitej Polskiej. Był między innymi rektorem Seminarium Duchownego Kościoła Starokatolickiego w RP..
13 marca 2018 roku ks. Artur Miłański został inkardynowany do Narodowego Kościoła Katolickiego w Niemczech – Diecezji Polskiej. Równocześnie został mianowany dyrektorem nowo utworzonej Szkoły Teologii Starokatolickiej; jest również rektorem kaplicy domowej w Baninie. 13 kwietnia 2019 r. podczas III Sesji I Synodu Generalnego w Gdańsku wybrany został biskupem pomocniczym. 25 maja 2019 roku przyjął sakrę biskupią z rąk biskupów Narodowego Kościoła Katolickiego - bpa Roberta Matysiaka oraz bpa Grzegorza Wyszyńskiego.
Pod koniec 2021 roku odszedł z Narodowego Kościoła Katolickiego, zaś od sierpnia 2022 roku ponownie pełni posługę w Kościele Starokatolickim w Rzeczypospolitej Polskiej w randze prezbitera.